# 库普瓦拉
库普瓦拉（Kupwara），是印度查谟和克什米尔庫普瓦拉縣的一个城镇。总人口14711（2001年）。

## 人口
该地2001年总人口14711人，其中男性9004人，女性5707人；0—6岁人口1960人，其中男1061人，女899人；识字率55.13%，其中男性为64.20%，女性为40.81%。